# Huney
Huney est une île des Shetland.